# Relaciones Bolivia-Brasil
Las relaciones Bolivia-Brasil son las relaciones bilaterales entre ambos países sudamericanos y que lograron su independencia de España y Portugal en el año de 1825 y 1822 respectivamente. Actualmente comparten una frontera de 3,423 km, siendo la tercera frontera más extensa de América y la octava a nivel mundial. Ambos países mantienen relaciones diplomáticas, teniendo Brasil su embajada en la ciudad de La Paz y Bolivia la suya en la ciudad de Brasilia. Ambos países son miembros de la ONU, Mercosur, OEA, ALADI, OMC, BID, CAF, Grupo de los 77, OTCA, CELAC.

## Historia

### SigloXV
Luego del descubrimiento de América en el siglo XV, los reinos de España y Portugal se lanzaron a la conquista de los nuevos territorios que pronto derivaron en divergencias sobre las extensiones de los territorios. El Tratado de Tordesillas del 5 de junio de 1494 establecía que a 370 leguas al oeste de las islas de Cabo Verde pasaba un meridiano que dividía los territorios donde lo ubicado al oeste correspondía a España y al Portugal lo ubicado el este. El tratado fue luego aprobado por el Papa Julio II en 1495.

### SigloXVIII

#### Tratado de San Ildefonso
En el tratado de San Ildefonso del 1ero de octubre  de 1777, España y Portugal firman un acuerdo en el que se definen las fronteras entre ambos países en Sud América, incluyendo áreas amazónicas como las márgenes del río Iténez y Madera y río Paraguay en la cuenca del Plata.Aunque el tratado intentó estabilizar las fronteras mediante la diplomacia no resolvió completamente las tensiones. 

### SigloXIX
En 1825, antes de la declaración de la independencia de Bolivia, la región fronteriza entre la Real Audiencia de Charcas y el Imperio del Brasil fue escenario de conflictos territoriales.Tras la independencia, Bolivia buscaba el reconocimiento internacional. Ante la presencia de tropas brasileñas en la región de Chiquitos, el presidente boliviano Antonio José de Sucre amenazó al Brasil con un conflicto bélico. Brasil, con intereses en consolidar fronteras y controlar rutas fluviales, postergó el reconocimiento hasta garantizar beneficios en futuras negociaciones. Este país deseaba asegurar el control de la cuenca amazónica y mantener influencia sobre territorios estratégicos.  De esta manera se abrió camino para el Tratado de 1851.  

#### Tratado de 1851
Este tratado fue firmado por Manuel María Urcullu (Bolivia) y Paulino José Soares de Souza (Brasil) en la ciudad de La Paz.  En éste se fijó fronteras preliminares basadas en los ríos Guaporé y Madeira, cediendo territorio boliviano sin compensación significativa. 

#### Tratado de Ayacucho
Brasil, en plena expansión territorial, necesitaba rutas fluviales hacia el Atlántico. Bolivia, bajo el régimen de Mariano Melgarejo, enfrentaba debilidad política interna. El 27 de marzo de 1867 se firma el Tratado de Ayacucho (también conocido como Tratado Muñoz - López Netto) en la ciudad de La Paz entre los ministros Mariano Donato Muñoz (Bolivia) y Felipe López Netto (Brasil), siendo ratificado por el congreso en 1868.En este tratado se estableció como límites los ríos Madeira, Mamoré, Iténez y Abuná.  Como consecuencia se cedieron aproximadamente 102,400 km² de la Amazonía boliviana. De esta manera Brasil se consolida como potencia amazónica y el debilitamiento de Bolivia en el comercio fluvial. Otra fuente menciona la pérdida de 300,000 km² así como la demarcación desde el sur sobre el río Paraguay donde se cede su margen derecha.

### SigloXX

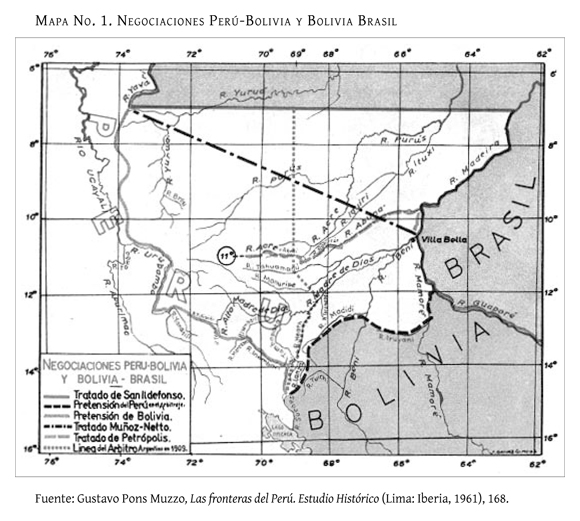
Mapa negociaciones Bolivia-Brasil

La Guerra del Acre (1899 - 1903) fue un conflicto entre Bolivia y Brasil por el control del territorio del Acre, rico en caucho. La disputa comenzó con levantamientos de colonos brasileños contra la administración boliviana en la región y Bolivia incapaz de proteger su territorio terminó negociando el Tratado de Petrópolis.

#### Tratado de Petrópolis
El 17 de noviembre de 1903 se firmó en Petrópolis (Brasil) el tratado de paz definitivo. Los firmantes fueron Fernando Guachalla y Claudio Pinilla por Bolivia y Río Branco y J.F. de Assis por Brasil. Entre los principales aspectos acordados se tuvo: 1) la definición de las nuevas fronteras Bolivia - Brasil, 2) la entrega de 150,000 km² al Brasil, 3) la indemnización a Bolivia de £2 millones, 4) la construcción del ferrocarril Madeira-Mamoré y 5) la concertación de un Trato de Comercio y Navegación.  Como consecuencias se tuvo la pérdida económica y estratégica para Bolivia así como el aumento de la influencia brasileña en la región.

#### Tratado de Natal
El Tratado de Natal fue suscrito el 25 de diciembre de 1928, el cual sustituyó el compromiso de Brasil de construcción de un ramal ferroviario en su territorio o un puente sobre el río Mamoré por la erogación de £1 millón ligado a la construcción del ferrocarril Santa Cruz de la Sierra - Cochabamba y que de algún ramal ligue con la cuenca del Amazonas o del río Paraguay y que de allí permita la interconexión con la ferrovía brasilera.También se señaló la naciente principal del río Verde cómo vértice de demarcación.

#### Tratado sobre Vinculación Ferroviaria y Tratado de Salida y Aprovechamiento del Petróleo Boliviano
Ambos acuerdos fueron suscritos el 25 de febrero de 1938 en Río de Janeiro.En el último tratado se convino realizar estudios geológicos en la zona del subandino boliviano y en retribución a esos estudios Bolivia consentía que la exploración la realice empresas mixatas de ambos países.

#### Acuerdos de Roboré
El 29 de marzo de 1958 en la ciudad de La Paz se firmaron los Acuerdos de Roboré, donde se estipularon los siguientes aspectos: 1) Petróleo - Reducción del área de exploración; el Brasil se comprometió a comprar hasta 100,000 barriles de petróleo al día y 5,000 barriles de derivados al día; la construcción de un gasoducto en territorio boliviano y brasileño cuando las condiciones estén dadas. 2) Se eliminó la garantía boliviana señalada en el artículo IV del Tratado de 1938 sobre la construcción del Ferrocarril Corumbá - Santa Cruz de la Sierra. 3) Temas limítrofes - Caso Hito de Yacadigo; demarcación del sector Cerrito de San Matías - Curiche de Destacamento; ubicación cerro Cuatro Hermanos; Hito falso del Tarvo; la naciente del Río Verde. Con ello varias poblaciones ya consideradas brasileras quedaron en el territorio de Bolivia. Brasil ratificó el tema limítrofe a través de su congreso el 3 de diciembre de 1968.

### SigloXXI
En mayo de 2006, el presidente Evo Morales declaró la nacionalización de los hidrocarburos y de las refinerías, estaciones y distribuidoras de petróleo, gas y sus derivados, convirtiendo al gobierno boliviano en el socio mayoritario de estas industrias, poseyendo el 50% más 1 de las acciones. Esto afectó los intereses de los activos que poseía Petrobras en Bolivia.
En julio de 2024, los presidentes Luis Arce y Lula da Silva, a través de sus ministerios de estado, suscriben 10 instrumentos bilaterales en las áreas de seguridad, salud, agricultura, energía, minería y temas migratorios.

## Misiones diplomáticas

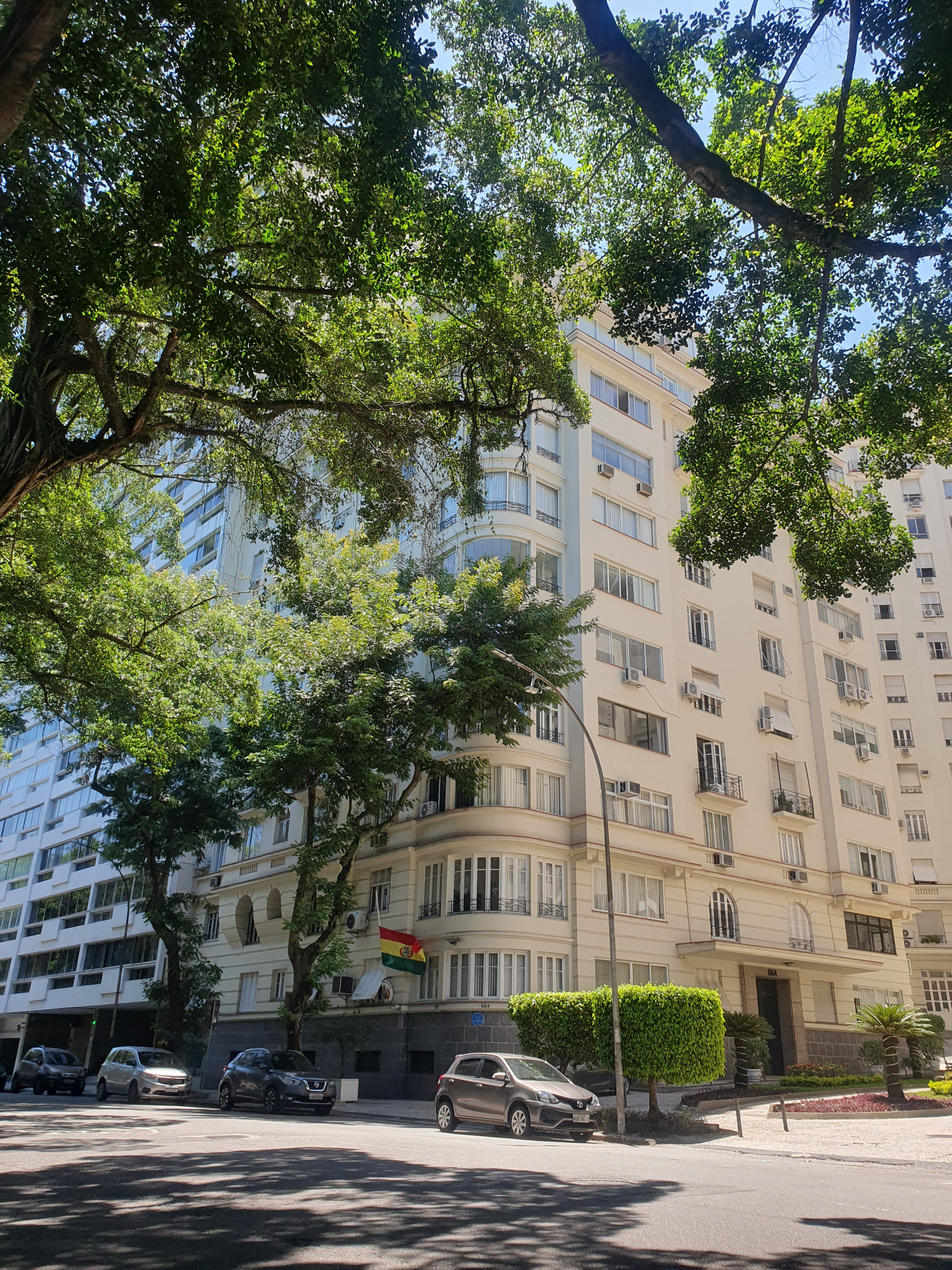
Consulado General de Bolivia en Río de Janeiro.

- Bolivia tiene embajada en Brasilia, consulados generales en Río de Janeiro y São Paulo, consulados en Cáceres, Corumbá, Epitaciolândia y Guajará-Mirim.
- Brasil tiene una embajada en La Paz, consulados generales en Cochabamba y Santa Cruz de la Sierra, consulados en Cobija, Guayaramerín y Puerto Quijarro.[13]